# Catocala erubescens
Catocala erubescens là một loài bướm đêm trong họ Erebidae.